# مارك فان إلديك
مارك فان إلديك (بالهولندية: Mark van Eldik)‏ هو سائق راليات هولندي بدأ مسيرته في سنة 2005. كان أول رالي له هو رالي كتالونيا 2005. تسابق في بطولة العالم للراليات. شارك في رالي التحدي عبر القارات.